# Puchar Macedonii Północnej w piłce siatkowej mężczyzn (2025)
Puchar Macedonii Północnej w piłce siatkowej mężczyzn 2025 (właściwie Puchar Macedońskiego Związku Piłki Siatkowej mężczyzn 2025, mac. Куп на Одбојкарската федерација на Македонија мажи 2025) – 32. edycja rozgrywek o siatkarski Puchar Macedonii Północnej zorganizowana przez Macedoński Związek Piłki Siatkowej (mac. Одбојкарска федерација на Македонија, ОФМ). Rozpoczęła się 11 lutego.
W Pucharze Macedonii Północnej uczestniczyło 13 drużyn grających w I lidze. Rozgrywki składały się z I rundy, ćwierćfinałów oraz turnieju finałowego, w ramach którego rozegrano półfinały i finał. We wszystkich rundach obowiązywał system pucharowy.
Turniej finałowy odbył się w dniach 3-5 kwietnia w hali sportowej Centrum Sportowo-Rekreacyjnego „25 Maj” (mac. Спортско рекреативен центар „25 Мај”) w Radowiszu. Po raz drugi, jednocześnie drugi raz z rzędu, Puchar Macedonii Północnej zdobył klub Sztip UGD, który w finale pokonał Strumicę 47&72.

## System rozgrywek
Rozgrywki o Puchar Macedonii Północnej 2025 składały się z I rundy, ćwierćfinałów oraz turnieju finałowego, w ramach którego rozegrano półfinały i finał. We wszystkich rundach obowiązywał system pucharowy, a o awansie decydował jeden mecz.
W I rundzie brały udział zespoły, które w fazie zasadniczej I ligi sezonu 2024/2025 zajęły miejsca 4-13. Pary utworzono według klucza:
- para 1: 4–13;
- para 2: 5–12;
- para 3: 6–11;
- para 4: 7–10;
- para 5: 8–9.

Gospodarzem meczu była drużyna wyżej sklasyfikowana w fazie zasadniczej.
W ćwierćfinałach do rozgrywek dołączyły pozostałe zespoły z I ligi. Ćwierćfinałowe i półfinałowe pary wyłoniono w drodze losowania. Losowanie ćwierćfinałów odbyło się 14 lutego. Drużyny podzielono na dwa koszyki. W pierwszym znalazły się cztery najwyżej sklasyfikowane zespoły w fazie zasadniczej, w drugim – pozostałe drużyny. Gospodarzem meczu był zespół z pierwszego koszyka. Losowanie półfinałów przeprowadzono 7 marca.
Turniej finałowy rozegrano w miejscu wybranym przez organizatora rozgrywek w drodze konkursu. Zwycięzca finału zdobył Puchar Macedonii Północnej.

### Tabela fazy zasadniczej I ligi
| Lp.                                                                                    | Drużyna                | Mecze | Mecze | Mecze | Pkt | Rodzaj wyniku | Rodzaj wyniku | Rodzaj wyniku | Rodzaj wyniku | Rodzaj wyniku | Rodzaj wyniku | Sety | Sety | Sety  | Małe punkty | Małe punkty | Małe punkty |
| Lp.                                                                                    | Drużyna                | M     | W     | P     | Pkt | 3:0           | 3:1           | 3:2           | 2:3           | 1:3           | 0:3           | wyg. | prz. | stos. | zdob.       | str.        | stos.       |
| -------------------------------------------------------------------------------------- | ---------------------- | ----- | ----- | ----- | --- | ------------- | ------------- | ------------- | ------------- | ------------- | ------------- | ---- | ---- | ----- | ----------- | ----------- | ----------- |
| 1                                                                                      | Strumica 47&72         | 12    | 12    | 0     | 36  | 10            | 2             | 0             | 0             | 0             | 0             | 36   | 2    | 18    | 949         | 641         | 1.48        |
| 2                                                                                      | Sztip UGD              | 12    | 11    | 1     | 33  | 11            | 0             | 0             | 0             | 1             | 0             | 34   | 3    | 11.33 | 904         | 566         | 1.6         |
| 3                                                                                      | Borec                  | 12    | 10    | 2     | 29  | 6             | 3             | 1             | 0             | 0             | 2             | 30   | 11   | 2.73  | 936         | 785         | 1.19        |
| 4                                                                                      | Shkëndija              | 12    | 9     | 3     | 25  | 7             | 0             | 2             | 0             | 1             | 2             | 28   | 13   | 2.15  | 908         | 792         | 1.15        |
| 5                                                                                      | Universiteti i Tetovës | 12    | 8     | 4     | 24  | 7             | 1             | 0             | 0             | 1             | 3             | 25   | 13   | 1.92  | 884         | 764         | 1.16        |
| 6                                                                                      | Rabotniczki 71&22      | 12    | 7     | 5     | 23  | 6             | 1             | 0             | 2             | 2             | 1             | 27   | 16   | 1.69  | 971         | 854         | 1.14        |
| 7                                                                                      | Wardar 1947            | 12    | 6     | 6     | 15  | 3             | 0             | 3             | 0             | 0             | 6             | 18   | 24   | 0.75  | 815         | 946         | 0.86        |
| 8                                                                                      | Lirija                 | 12    | 5     | 7     | 16  | 3             | 2             | 0             | 1             | 0             | 6             | 17   | 23   | 0.74  | 836         | 876         | 0.95        |
| 9                                                                                      | Makedonija Gio         | 12    | 3     | 9     | 9   | 2             | 0             | 1             | 1             | 2             | 6             | 13   | 29   | 0.45  | 775         | 961         | 0.81        |
| 10                                                                                     | Skopje                 | 12    | 3     | 9     | 9   | 0             | 2             | 1             | 1             | 1             | 7             | 12   | 31   | 0.39  | 847         | 1012        | 0.84        |
| 11                                                                                     | Suszewo 1978           | 12    | 2     | 10    | 8   | 1             | 0             | 1             | 3             | 2             | 5             | 14   | 32   | 0.44  | 909         | 1044        | 0.87        |
| 12                                                                                     | Wesna Probisztip       | 12    | 2     | 10    | 7   | 0             | 1             | 1             | 2             | 0             | 8             | 10   | 33   | 0.3   | 820         | 1015        | 0.81        |
| 13                                                                                     | Janta Volej            | 12    | 0     | 12    | 0   | 0             | 0             | 0             | 0             | 2             | 10            | 2    | 36   | 0.06  | 648         | 946         | 0.68        |
| Legenda: Puchar Macedonii Północnej – ćwierćfinał Puchar Macedonii Północnej – I runda |                        |       |       |       |     |               |               |               |               |               |               |      |      |       |             |             |             |

Źródło: 
Punktacja: 3:0 i 3:1 – 3 pkt; 3:2 – 2 pkt; 2:3 – 1 pkt; 1:3 i 0:3 – 0 pkt
Zasady ustalania kolejności: 1. liczba zwycięstw; 2. liczba punktów; 3. stosunek setów wygranych do przegranych; 4. stosunek małych punktów zdobytych do straconych

## Drużyny uczestniczące
W Pucharze Macedonii Północnej 2025 wzięło udział 13 drużyn grających w I lidze.
| I liga (13 drużyn)            | I liga (13 drużyn) |
| ----------------------------- | ------------------ |
| GOK Borec (Wełes)             | półfinał           |
| OK Janta Volej (Skopje)       | I runda            |
| OK Lirija (Žerovjane)         | ćwierćfinał        |
| OK Makedonija Gio (Strumica)  | I runda            |
| OK Rabotniczki 71&22 (Skopje) | półfinał           |
| KV Shkëndija (Tetowo)         | ćwierćfinał        |
| OK Skopje                     | ćwierćfinał        |
| OK Strumica 47&72             | finał              |
| OK Suszewo 1978               | I runda            |
| OK Sztip UGD                  | zwycięstwo         |
| KV Universiteti i Tetovës     | ćwierćfinał        |
| OK Wardar 1947 (Skopje)       | I runda            |
| OK Wesna Probisztip           | I runda            |

## Rozgrywki
Godziny do 30 marca 2025 roku podano według strefy czasowej UTC+1, a od 30 marca 2025 roku – według strefy czasowej UTC+2.

### I runda
| 12 lutego 202520:00 Źródło: | Shkëndija | 3:0(25:12, 25:8, 25:10) | Janta Volej | Gimnazija „Cyryl Pejczinowicz”, Tetowo Sędzia: Dragan Josifoski i Dalibor Spasowski |
| 12 lutego 202520:00 Źródło: |           | 3:0(25:12, 25:8, 25:10) |             | Gimnazija „Cyryl Pejczinowicz”, Tetowo Sędzia: Dragan Josifoski i Dalibor Spasowski |

| 12 lutego 202519:30 Źródło: | Universiteti i Tetovës | 3:2(25:19, 25:17, 20:25, 20:25, 15:6) | Wesna Probisztip | Sportska sala „Mladi”, Tetowo Sędzia: Iwan Bełewski i Filip Knapiḱ |
| 12 lutego 202519:30 Źródło: |                        | 3:2(25:19, 25:17, 20:25, 20:25, 15:6) |                  | Sportska sala „Mladi”, Tetowo Sędzia: Iwan Bełewski i Filip Knapiḱ |

| 11 lutego 202521:00 Źródło: | Rabotniczki 71&22 | 3:0(25:9, 25:22, 25:18) | Suszewo 1978 | OOU „Newena Georgiewa-Dunja”, Kiseła Woda Sędzia: Włatko Ristowski i Ałeksandar Cekow |
| 11 lutego 202521:00 Źródło: |                   | 3:0(25:9, 25:22, 25:18) |              | OOU „Newena Georgiewa-Dunja”, Kiseła Woda Sędzia: Włatko Ristowski i Ałeksandar Cekow |

| 12 lutego 202520:45 Źródło: | Wardar 1947 | 1:3(15:25, 25:21, 14:25, 14:25) | Skopje | OOU „Kočo Racin”, Petrowec Sędzia: Ełeonora Petrowska i Stojancze Jowczewski |
| 12 lutego 202520:45 Źródło: |             | 1:3(15:25, 25:21, 14:25, 14:25) |        | OOU „Kočo Racin”, Petrowec Sędzia: Ełeonora Petrowska i Stojancze Jowczewski |

| 12 lutego 202520:00 Źródło: | Lirija | 3:1(25:18, 19:25, 25:23, 25:15) | Makedonija Gio | OOU „Goce Dełczew”, Tetowo Sędzia: Ordancze Ambarkow i Zoran Żabew |
| 12 lutego 202520:00 Źródło: |        | 3:1(25:18, 19:25, 25:23, 25:15) |                | OOU „Goce Dełczew”, Tetowo Sędzia: Ordancze Ambarkow i Zoran Żabew |

### Ćwierćfinały
| 19 lutego 202518:30 Źródło: | Sztip UGD | 3:0(25:9, 25:8, 25:14) | Skopje | Sportska sala „Jordan Mijałkow”, Sztip Sędzia: Ǵosze Madżarow i Błagoj Serafimow |
| 19 lutego 202518:30 Źródło: |           | 3:0(25:9, 25:8, 25:14) |        | Sportska sala „Jordan Mijałkow”, Sztip Sędzia: Ǵosze Madżarow i Błagoj Serafimow |

| 19 lutego 202519:00 Źródło: | Strumica 47&72 | 3:0(25:13, 25:20, 25:11) | Universiteti i Tetovës | Sportska sala „Park”, Strumica Sędzia: Iwan Trajkow i Ałeksandar Riczliew |
| 19 lutego 202519:00 Źródło: |                | 3:0(25:13, 25:20, 25:11) |                        | Sportska sala „Park”, Strumica Sędzia: Iwan Trajkow i Ałeksandar Riczliew |

| 19 lutego 202519:00 Źródło: | Borec | 3:0(25:18, 25:23, 25:12) | Lirija | Sportska sala „Giemidżii”, Wełes Sędzia: Josip Hristow i Stojancze Jowczewski |
| 19 lutego 202519:00 Źródło: |       | 3:0(25:18, 25:23, 25:12) |        | Sportska sala „Giemidżii”, Wełes Sędzia: Josip Hristow i Stojancze Jowczewski |

| 26 lutego 202520:00 Źródło: | Shkëndija | 0:3(23:25, 26:28, 19:25) | Rabotniczki 71&22 | Gimnazija „Cyryl Pejczinowicz”, Tetowo Sędzia: Iwan Bełewski i Ordancze Ambarkow |
| 26 lutego 202520:00 Źródło: |           | 0:3(23:25, 26:28, 19:25) |                   | Gimnazija „Cyryl Pejczinowicz”, Tetowo Sędzia: Iwan Bełewski i Ordancze Ambarkow |

### Turniej finałowy

#### Półfinały
| 3 kwietnia 202516:00 Źródło: | Sztip UGD | 3:0(25:13, 25:22, 25:20) | Rabotniczki 71&22 | SRC „25 Maj”, Radowisz Sędzia: Włatko Ristowski i Nikoła Sazdowski |
| 3 kwietnia 202516:00 Źródło: |           | 3:0(25:13, 25:22, 25:20) |                   | SRC „25 Maj”, Radowisz Sędzia: Włatko Ristowski i Nikoła Sazdowski |

| 3 kwietnia 202519:00 Źródło: | Strumica 47&72 | 3:0(25:13, 25:18, 25:18) | Borec | SRC „25 Maj”, Radowisz Sędzia: Sławczo Zdraweski i Filip Riczliew |
| 3 kwietnia 202519:00 Źródło: |                | 3:0(25:13, 25:18, 25:18) |       | SRC „25 Maj”, Radowisz Sędzia: Sławczo Zdraweski i Filip Riczliew |

#### Finał
| 5 kwietnia 202519:00 Źródło: | Sztip UGD | 3:0(25:21, 26:24, 25:21) | Strumica 47&72 | SRC „25 Maj”, Radowisz Sędzia: Josip Hristow i Sławczo Zdraweski |
| 5 kwietnia 202519:00 Źródło: |           | 3:0(25:21, 26:24, 25:21) |                | SRC „25 Maj”, Radowisz Sędzia: Josip Hristow i Sławczo Zdraweski |